# 参议院议长 (日本)
參議院議長（日语：／）是日本國會參議院（上議院）的議長，負責於參議院維持秩序、安排議事、監督議院事務、代表參議院（國會法第19條）。
本文亦敘述代行參議院議長之職務的參議院副議長、代理議長。

## 概要
參議院議長與代表眾議院的眾議院議長同為立法權之首長。憲法及國會法將參議院議長視為國會的幹部（日本國憲法第58條1項、國會法16條1號），並由參議院議員中選出。
遠離眾議院的政爭的參議院，其議長為資深政治家最後就任的「榮譽職」，歷任者會避免繼續追求政治權力。因此，卸任議長後翌年轉任埼玉縣知事的土屋義彥與卸任後翌年轉任法務大臣的江田五月被批判『有損參議院議長權威』。另一方面，也有平田健二、山崎正昭、伊達忠一等未經歷國務大臣等閣僚職務的資深政治家出任議長。
但是，也有如青木幹雄與輿石東等選擇擔任「參議院議長提名之執政黨參議院議員團長」而放棄議長寶座的案例。
参議院議長長一職由1947年（昭和22年）制定的國會法（昭和22年4月30日法律第79號，內容為兩院通用）與參議院規則（昭和22年6月28日議決）規定。
另外，參議院議長不在時，由參議院副議長、臨時議長、事務總長代行議長職務（國會法第21條以下）。

## 選任
參議院議長的選舉在議會召集日舉行，與會議員須達總議員的三分之一，由該日卸任的參議院副議長或事務總長代行議長職務（國會法第6條、第7條、參議院規則第4條）。議長選舉採僅記載候選人姓名的單記無記名投票（參議院規則第4條第2項）。
各議員議席前有三張投票用紙（議長選舉用、副議長選舉用、預備）與各議員的名牌。參事點名的議員以逆時針方式（眾議院的正副議長選舉為順時針）上台將投票用紙與名牌交給參事。投票結束後，先確認是否有人尚未投票，之後封票匭，由四名參事計算名牌數量與開票作業。事務總長做完最後確認後，由坐在議長席的副議長或事務總長報告投票總數與名牌數量是否符合（投票總數是否一致）、投票是否過半數、無效票的有無，最後報告本次投票結果。最高得票數未過半時，由得票較多之前二名重新進行投票，兩人票數相同時由抽籤決定（規則第9條）。副議長的選舉有當選的新任參議院議長主持，選舉流程同議長選舉。眾眾議院在議長、副議長都選完後再進行當選人致詞，而參議院則是在議長當選後、副議長當選後分別進行致詞。2013年（平成25年）8月參議院副議長選舉因發生名牌僅240枚但投票總數有243票的狀況而重新投票，最後發現是有三名議員誤將預備投票用紙投入所導致。
參議院議長一般上由參議院最大黨派出任。另外，參議院通常選舉為半數改選，若議長非為該屆改選議員，慣例上會辭去議長重新選出，並由參事朗讀議長辭職書。
設立當初的參議院有許多無政黨議員，議長需發揮其領導力主持議會，但隨著參議院政黨化，議事營運的主導權也轉至政黨。同時，正副議長慣例上會退出院內黨派運作。
2007年（平成19年）第21屆日本參議院議員通常選舉，民主黨大勝成為參議院最大黨。是1956年（昭和31年）以來自民黨首次失去參議院議長寶座。2013年（平成25年）第22屆日本參議院議員通常選舉自民黨拿下參議院最一大黨，再次奪回參議院議長寶座。

## 任期
正副議長任期與眾議院議員任期相同（國會法第18條）。實務上，每三年的參議院議員通常選舉後會進行正副議長重選。
除了國會法等議會法所規定之特殊情形外，議會自身選出的幹部無法解任。現在國會法僅對常任委員長有解任規定（國會法30條之2），因此對議長的不信任決議沒有法律約束力。

## 待遇

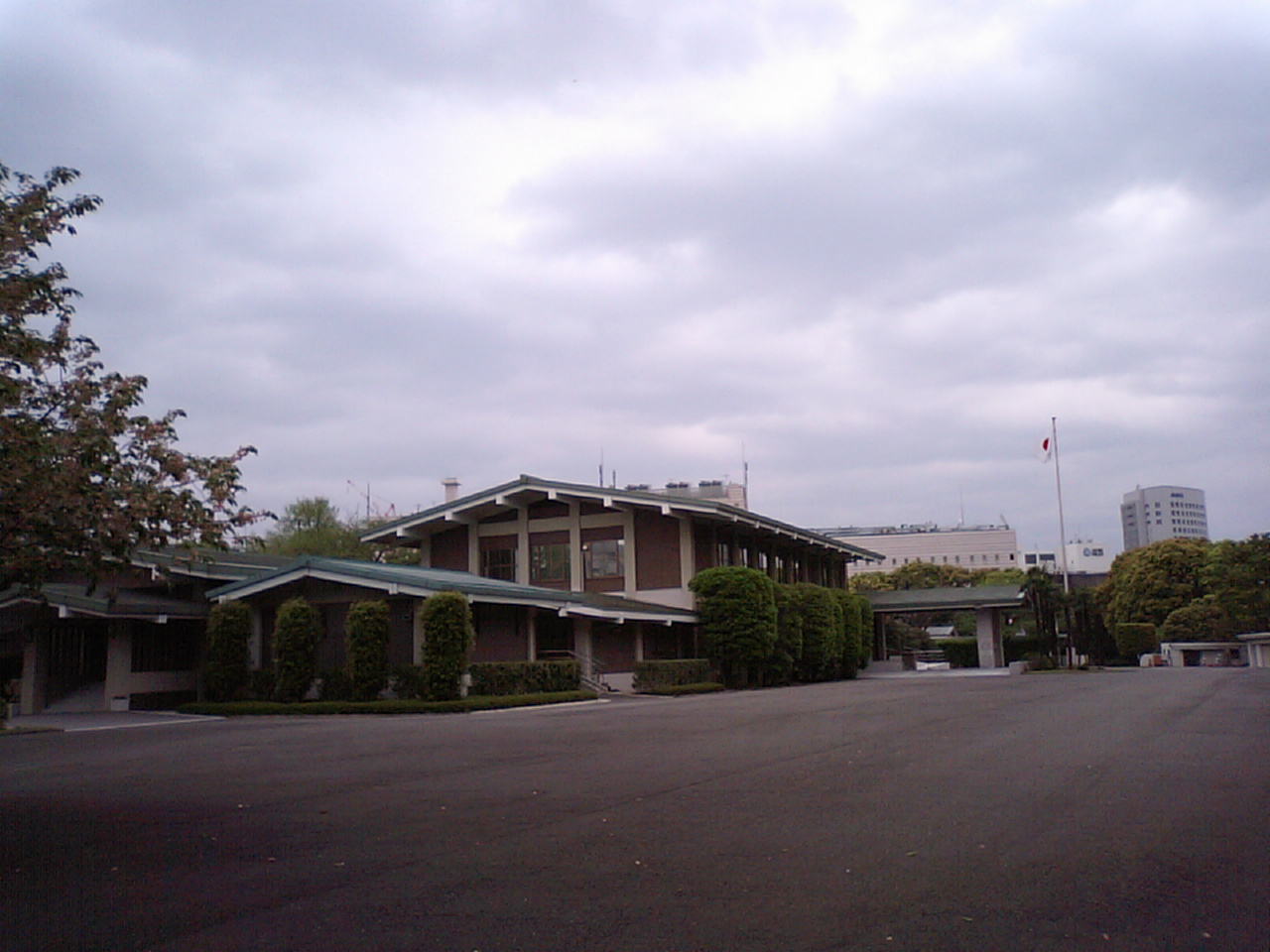
參議院議長公邸
（東京都千代田區永田町）

日本國會由眾議院與參議院組成（日本國憲法第42條），參議院議長與眾議院議長同為立法府之首長。因此其薪俸高於其他議員，大略與行政府內閣總理大臣與司法府最高裁判所長官同等。另外，參眾議院議長各有其公邸。
參議院議長在正式訪問或視察自衛隊等防衛大臣規定之場合時，可享有榮譽禮（自衛隊法施行規則13條）。
參議院正副議長在任期中過世可葬於參議院（松平恆雄、小野明、西岡武夫）。

## 權限

### 內容
依據國會法第19條「各議院議長負責維持各議院秩序、安排議事、監督議院事務、代表眾議院」，因此議長有議院秩序維護權、議事安排權、議院事務監督權、議院代表權，國會法與議院規則等規定之議長權限皆在此範圍下。議院秩序維護權也有發動議事安排權的一面。

#### 議院秩序維護權
議院秩序維護權包含議院警察權（法114條）等。
- 議事堂內的警察權：國會法第法第14章（第114條～118條之2）、規則第16章第2節（第217條～第219條）
  - 可下令逮捕議場內現行犯（參議院規則第219條但書）
- 國會閉會期間議員辭職的許可（國會法第107條但書）
- 議員議席的指定（參議院規則第14條）
- 委員選任及辭任的許可（參議院規則第30條）
- 議員7日以下之請假許可（參議院規則第187條）
- 議場入場者攜帶仗等之許可（參議院規則第209條但書）
- 講台登台之許可（參議院規則第213条）
- 敲鈴時全體需安靜（參議院規則第214條）
- 全體紀律相關問題之決定（參議院規則第216條）
- 旁聽者之安檢（參議院規則第224條）
- 旁聽人數之限制（參議院規則第226條）
- 命令議場內擾亂秩序之議員退席（國會法第116條後段、參議院規則第232條）

#### 議事安排權
除了議事日程的決定（國會法55條）與委員會的委托（國會法56條2項）、開議的決定（參議院規則81條）外，議長裁決權（憲法56條2項）等也包含在內。
- 議院會議中召開委員會之許可（參議院規則第37條但書）
- 公聽會的批准（參議院規則第62條）
- 會議開始時間的變更（參議院規則第81條）
- 超過下午四點時的延會宣告（參議院規則第82條）
- 允許未取得發言許可者發言（參議院規則第96條）
- 允許自席發言者上台發言（參議院規則第99條）
- 質詢結束動議之決定（參議院規則第111條第2項）
- 質問主意書的會議錄掲載簡明化之指定（參議院規則第155條）
- 因議員反對而訂正會議錄之決定（參議院規則第158條第2項）
- 特別在緊急情況下，派遣委員進行審查或調查之決定（參議院規則第180條但書）
- 議長裁決權（日本國憲法第56條）

#### 事務監督權
- 參議院事務總長之監督（國會法28條1項）
- 參議院法制局長支監督（國會法131條4項）

#### 代表權
- 眾議院議長不在時主持國會開會式（國會法9條）

國會開會式由眾議院議長主持（（國會法第9條），參議院議長僅在眾議院議長不在（因病療養等）場合才可主持。
- 向內閣遞交質問主意書（日语：質問主意書）（國會法75條）

根據皇室典範第28條，眾議院議長及副議長為皇室會議議員。依據皇室經濟法第8條，眾議院議長及副議長為皇室經濟會議議員。

### 有關議事安排權的問題
議長的投票時間限制
眾議院規則規定議長可對記名投票限制投票時間（眾議院規則155條之2），但參議院規則未註明。不過按照先例，該權限包含在議事安排權內。1998年（平成10年）8月12日的荒木清寛法務委員長解任解任決議案，在野黨議員為了阻止通信傍受法案等組織犯罪對策三法案使用拖延戰術，議長齋藤十朗以議長權限宣告限制投票時間。
副議長宣告散會無效
2004年（平成16年）6月5日，副議長本岡昭次針對倉田寬之議長不信任決議案審議宣告散會。副議長為民主黨出身，其目的是阻止年金相關法案。但根據參議院規則，散會僅能在議事日程記載之案件議事結束後始得有效，因此事務總長以議事日程記載之案件尚未結束為由宣告散會無效，但副議長與在野黨議員依然從議場退席。之後，被警衛看管的倉田議長回到議長席宣布散會無效。
倉田議長因須迴避議長不信任案，加上副議長已退席，因此由事務總長川村良典代行議長職務進行臨時議長選舉。臨時議長竹山裕宣告議長不信任案不通過後，倉田議長重新回到議長席主持議事，通過年金相關法案。
儘管參議院規則規定議長對於自身的不信任決議案無法執行議長職務，但倉田在此情形下仍行使議事安排權而遭到批判。而副議長則依民主黨意向忽略規定逕行宣告散會，未與各黨理事協商直接行使議事安排權的作法也引發爭論。

## 職務代行
議長不在時（包含議長因長時間議事而休息時。交接約在開始兩小時後進行，但眾議院需在答辯結束後，而參議院可在答辯期間進行）或沒有議長時，由副議長代行議長職務（國會法第21條）。
本會議場台上中央是議長席，議長席右方是（議席所見左側）是事務總長席。除了議長不在或缺席以外，一般副議長是留在自身議席參加議程。此時，對於議長不投票（表態支持或反對）的案件（如內閣總理大臣指名選舉），待在議席的副議長可與其他議員一樣參與表決。
副議長也不在時，臨時議長由選舉選出或直接由議院委任（國會法第22條第1項、第3項）。
進行臨時議長選舉時，由於議長或副議長不在，因此由事務總長代行議長職務（國會法第22條第2項、第24條）。

## 歷代参議院議長
| 参議院議長                                                    |                            |          |                            |                            |    |                             |                        |
| 代                                                            | 姓名                       | 姓名     | 就任日                     | 0退任日和退任理由          | ※  | 出身黨派                    | 备注                   |
| 1                                                             |                            | 松平恒雄 | 1947年（昭和22年）5月20日  | 1949年（昭和24年）11月14日 | 亡 | 綠風會                      |                        |
| 2                                                             |                            | 佐藤尚武 | 1949年（昭和24年）11月15日 | 1950年（昭和25年）7月12日  | 慣 | 綠風會                      |                        |
| 3                                                             | 1950年（昭和25年）7月12日  | 佐藤尚武 | 1953年（昭和28年）5月2日   | 滿                         |    | 綠風會                      |                        |
| 4                                                             |                            | 河井彌八 | 1953年（昭和28年）5月19日  | 1956年（昭和31年）4月3日   | 辞 | 緑風会                      |                        |
| 5                                                             |                            | 松野鶴平 | 1956年（昭和31年）4月3日   | 1956年（昭和31年）11月13日 | 慣 | 自由民主黨 （舊吉田派）     |                        |
| 6                                                             | 1956年（昭和31年）11月13日 | 松野鶴平 | 1959年（昭和34年）5月2日   | 滿                         |    | 自由民主黨 （舊吉田派）     |                        |
| 7                                                             | 1959年（昭和34年）6月23日  | 松野鶴平 | 1962年（昭和37年）8月6日   | 慣                         |    | 自由民主黨 （舊吉田派）     |                        |
| 8                                                             |                            | 重宗雄三 | 1962年（昭和37年）8月6日   | 1965年（昭和40年）7月30日  | 慣 | 自由民主黨 （佐藤派）       |                        |
| 9                                                             | 1965年（昭和40年）7月30日  | 重宗雄三 | 1968年（昭和43年）7月7日   | 滿                         |    | 自由民主黨 （佐藤派）       |                        |
| 10                                                            | 1968年（昭和43年）8月3日   | 重宗雄三 | 1971年（昭和46年）7月17日  | 慣                         |    | 自由民主黨 （佐藤派）       |                        |
| 11                                                            |                            | 河野謙三 | 1971年（昭和46年）7月17日  | 1974年（昭和49年）7月26日  | 慣 | 自由民主黨 （中曽根派）     | 議長就任後、脱离黨籍。 |
| 12                                                            | 1974年（昭和49年）7月26日  | 河野謙三 | 1977年（昭和52年）7月3日   | 滿                         |    | 自由民主黨 （中曽根派）     | 議長就任後、脱离黨籍。 |
| 13                                                            |                            | 安井謙   | 1977年（昭和52年）7月28日  | 1980年（昭和55年）7月7日   | 滿 | 自由民主黨 （無派閥）       |                        |
| 14                                                            |                            | 德永正利 | 1980年（昭和55年）7月17日  | 1983年（昭和58年）7月9日   | 滿 | 自由民主黨 （田中派）       |                        |
| 15                                                            |                            | 木村睦男 | 1983年（昭和58年）7月18日  | 1986年（昭和61年）7月22日  | 慣 | 自由民主黨 （田中派）       |                        |
| 16                                                            |                            | 藤田正明 | 1986年（昭和61年）7月22日  | 1988年（昭和63年）9月30日  | 辞 | 自由民主黨 （宮澤派）       |                        |
| 17                                                            |                            | 土屋義彥 | 1988年（昭和63年）9月30日  | 1989年（平成元年）7月9日   | 滿 | 自由民主黨 （安倍派）       |                        |
| 18                                                            | 1989年（平成元年）8月7日   | 土屋義彥 | 1991年（平成3年）10月4日   | 辭                         |    | 自由民主黨 （安倍派）       |                        |
| 19                                                            |                            | 長田裕二 | 1991年（平成3年）10月4日   | 1992年（平成4年）7月9日    | 滿 | 自由民主黨 （竹下派）       |                        |
| 20                                                            |                            | 原文兵衛 | 1992年（平成4年）8月7日    | 1995年（平成7年）7月22日   | 滿 | 自由民主黨 （三塚派）       |                        |
| 21                                                            |                            | 齋藤十朗 | 1995年（平成7年）8月4日    | 1998年（平成10年）7月25日  | 滿 | 自由民主黨 （小淵派）       |                        |
| 22                                                            | 1998年（平成10年）8月4日   | 齋藤十朗 | 2000年（平成12年）10月19日 | 辭                         |    | 自由民主黨 （小淵派）       |                        |
| 23                                                            |                            | 井上裕   | 2000年（平成12年）10月19日 | 2001年（平成13年）8月7日   | 慣 | 自由民主黨 （森派）         |                        |
| 24                                                            | 2001年（平成13年）8月7日   | 井上裕   | 2002年（平成14年）4月22日  | 辞                         |    | 自由民主黨 （森派）         |                        |
| 25                                                            |                            | 倉田寬之 | 2002年（平成14年）4月22日  | 2004年（平成16年）7月30日  | 慣 | 自由民主黨 （江藤、龜井派） |                        |
| 26                                                            |                            | 扇千景   | 2004年（平成16年）7月30日  | 2007年（平成19年）7月28日  | 滿 | 自由民主黨 （二階集團）     |                        |
| 27                                                            |                            | 江田五月 | 2007年（平成19年）8月7日   | 2010年（平成22年）7月25日  | 滿 | 民主黨 （菅集團）           |                        |
| 28                                                            |                            | 西岡武夫 | 2010年（平成22年）7月30日  | 2011年（平成23年）11月5日  | 亡 | 民主黨                      |                        |
| 29                                                            |                            | 平田健二 | 2011年（平成23年）11月14日 | 2013年（平成25年）7月28日  | 滿 | 民主黨 （川端集團）         |                        |
| 30                                                            |                            | 山崎正昭 | 2013年（平成25年）8月2日   | 2016年（平成28年）8月1日   | 滿 | 自由民主黨 （町村派）       |                        |
| 31                                                            |                            | 伊達忠一 | 2016年（平成28年）8月1日   | 2019年（令和元年）7月28日  | 滿 | 自由民主黨 （細田派）       |                        |
| 32                                                            |                            | 山東昭子 | 2019年（令和元年）8月1日   | 2022年（令和4年）8月3日    | 慣 | 自由民主黨 （麻生派）       |                        |
| 33                                                            |                            | 尾辻秀久 | 2022年（令和4年）8月3日    | 2024年（令和6年）11月11日  | 辭 | 自由民主黨 （茂木派）       |                        |
| 34                                                            |                            | 關口昌一 | 2024年（令和6年）11月11日  | 2025年（令和7年）8月1日    | 滿 | 自由民主黨 （無黨派）       |                        |
| 35                                                            | 2025年（令和7年）8月1日    | 關口昌一 | 現任                       |                            |    | 自由民主黨 （無黨派）       |                        |
| ^※ 滿…任期满退任、慣…按照惯例辞任、辞…其他理由辞任、亡…死亡。 |                            |          |                            |                            |    |                             |                        |

## 歷代参議院副議長
| 参議院副議長                                                                                             | 参議院副議長                                              | 参議院副議長                    | 参議院副議長 | 参議院副議長         |
| 代 | 姓名                                                      | 0任期和退任理由                 | ※            | 出身黨派             |
| --- | --------------------------------------------------------- | ------------------------------- | ------------ | -------------------- |
| 1 | 松本治一郎                                                | 1947年5月20日 - 1949年2月24日   | 追           | 日本社會黨           |
| 2 | 松嶋喜作                                                  | 1949年3月26日 - 1950年5月2日    | 滿           | 民主自由黨           |
| 3 | 三木治朗                                                  | 1950年7月12日 - 1953年5月2日    | 滿           | 日本社會黨           |
| 4 | 重宗雄三                                                  | 1953年5月19日 - 1956年5月9日    | 辞           | 自由黨               |
| 5 | 寺尾豐                                                    | 1956年5月9日 - 1956年11月13日   | 慣           | 自由民主黨           |
| 6 | 寺尾豐                                                    | 1956年11月13日 - 1958年6月12日  | 閣           | 自由民主黨           |
| 7 | 平井太郎                                                  | 1958年6月16日 - 1959年6月23日   | 慣           | 自由民主黨           |
| 8 | 平井太郎                                                  | 1959年6月23日 - 1962年7月7日    | 滿           | 自由民主黨           |
| 9 | 重政庸德                                                  | 1962年8月6日 - 1965年6月1日     | 滿           | 自由民主黨           |
| 10 | 河野謙三                                                  | 1965年7月30日 - 1968年8月3日    | 慣           | 自由民主黨           |
| 11 | 安井謙                                                    | 1968年8月3日 - 1971年7月17日    | 慣           | 自由民主黨           |
| 12 | 森八三一                                                  | 1971年7月17日 - 1974年7月7日    | 滿           | 自由民主黨           |
| 13 | 前田佳都男                                                | 1974年7月27日 - 1977年7月28日   | 慣           | 原自由民主黨         |
| 14 | 加瀨完                                                    | 1977年7月28日 - 1979年8月30日   | 辞           | 原日本社會黨         |
| 15 | 秋山長造                                                  | 1979年8月30日 - 1980年7月17日   | 慣           | 原日本社會黨         |
| 16 | 秋山長造                                                  | 1980年7月17日 - 1983年7月9日    | 滿           | 原日本社會黨         |
| 17 | 阿具根登                                                  | 1983年7月18日 - 1986年7月7日    | 滿           | 原日本社会黨         |
| 18 | 瀨谷英行                                                  | 1986年7月22日 - 1989年8月7日    | 慣           | 原日本社会黨         |
| 19 | 小野明                                                    | 1989年8月7日 - 1990年4月19日    | 亡           | 原日本社会黨         |
| 20 | 小山一平                                                  | 1990年4月25日 - 1992年7月7日    | 滿           | 原日本社会黨         |
| 21 | 赤桐操                                                    | 1992年8月7日 - 1995年8月4日     | 慣           | 原日本社会黨         |
| 22 | 松尾官平                                                  | 1995年8月4日 - 1998年7月25日    | 滿           | 原新進黨             |
| 23 | 菅野久光                                                  | 1998年7月30日 - 2001年7月22日   | 滿           | 原民主黨             |
| 24 | 本岡昭次                                                  | 2001年8月7日 - 2004年7月25日    | 滿           | 原民主黨             |
| 25 | 角田義一                                                  | 2004年7月30日 - 2007年1月30日   | 辞           | 原民主黨             |
| 26 | 今泉昭                                                    | 2007年1月30日 - 2007年7月28日   | 滿           | 原民主黨             |
| 27 | 山東昭子                                                  | 2007年8月7日 - 2010年7月30日    | 慣           | 原自由民主黨・高村派 |
| 28 | 尾辻秀久                                                  | 2010年7月30日 - 2012年12月26日  | 辭           | 原自由民主黨・額賀派 |
| 29 | 山崎正昭                                                  | 2012年12月26日 - 2013年8月2日   | 慣           | 原自由民主黨・町村派 |
| 30 | 輿石東                                                    | 2013年8月2日 - 2016年8月1日     | 滿           | 原民主黨・橫路集團   |
| 31 | 郡司彰                                                    | 2016年8月1日 - 2019年8月1日     | 慣           | 民進黨               |
| 32 | 小川敏夫                                                  | 2019年8月1日 - 2022年8月3日     | 滿           | 立憲民主黨           |
| 33 | 長濱博行                                                  | 2022年8月3日 - 2025年8月1日     | 滿           | 立憲民主黨           |
| 34 | 福山哲郎                                                  | 2025年8月1日 - 現任             |              | 立憲民主黨           |
| \| ^※ \| 滿…議員任期滿了による退任 慣…按照惯例辞任 辞…其他理由辞职 \| 閣…入閣自然退任 追…失职 亡…死亡 \| |                                                           |                                 |              |                      |
| ^※ | 滿…議員任期滿了による退任 慣…按照惯例辞任 辞…其他理由辞职 | 閣…入閣自然退任 追…失职 亡…死亡 |              |                      |

## 參議院代理議長
| 參議院代理議長 | 參議院代理議長                  | 參議院代理議長                                   | 參議院代理議長           |
| -------------- | ------------------------------- | ------------------------------------------------ | ------------------------ |
| 木檜三四郎     | 1947年10月13日                  | 議長、副議長不在（皇室會議等出席）期間           | 任命                     |
| 黑田英雄       | 1950年3月31日                   | 副議長不在（缺席）一日期间                       | 任命                     |
| 小林英三       | 1954年1月27日 - 1954年2月20日頃 | 副議長不在（訪美）期间代理                       | 任命                     |
| 中川以良       | 1956年5月30日                   | 議長不在（缺席），副議長寺尾豊不信任决议案代理   | 投票選出（201票得133票） |
| 竹山裕         | 2004年6月5日                    | 副議長不在（缺席），議長倉田宽之不信任决议案代理 | 投票選出（149票得129票） |

※1956年6月2日副議長寺尾豊不信任决议案选举代理议长，議長松野鶴平在投票中途出席。

### 資料來源
1. ↑  日本國憲法第58條 「兩議院各自選出議長與幹部。」
2. ↑  日本國憲法第58條 「兩議院各自選出議長與幹部。
3. ↑  2011年（平成23年）6月27日兼任環境大臣。
4. ↑  . 朝日新聞DIGITAL. 2019-08-01  [2019-08-01]. （原始内容存档于2019-08-01）.
5. ↑  . 每日新聞. 2013-08-02  [2013-08-07]. （原始内容存档于2013-08-04）.
6. ↑  . 日本經濟新聞. 2013-08-02  [2013-08-07]. （原始内容存档于2013-09-16）.
7. ↑  . 朝日新聞. 2013-08-03  [2013-08-07]. （原始内容存档于2013-08-06）.
8. ↑  松澤浩一著　『議会法』　ぎょうせい、1987年（昭和62年）、265頁
9. ↑  松澤浩一著　『議会法』　ぎょうせい、1987年（昭和62年）、278頁
10. 1 2  浅野一郎・河野久著　『新・国会事典―用語による国会法解説』　有斐閣、2003年（平成15年）、40-41頁
11. ↑  松澤浩一著　『議会法』　ぎょうせい、1987年、272頁
12. ↑  松澤浩一著　『議会法』　ぎょうせい、1987年、273頁

## 外部連結
- 日本历任参议院议长一览